# Шпёрр, Мартин
Мартин Шпёрр (нем. Martin Spörr; 16 октября 1866, Вильтен, ныне в составе Инсбрука — 2 сентября 1937, Гальспах, округ Грискирхен) — австрийский дирижёр и композитор.
С 1875 г. учился в школе Инсбрукского музыкального общества, в том числе у Йозефа Фридриха Гуммеля и Йозефа Пембаура, изучал также игру на валторне, тромбоне и контрабасе. Затем учился композиции в Венской консерватории у Роберта Фукса. Вернувшись в Инсбрук, в 1883—1885 и 1888—1892 гг. играл в оркестре городского театра (сперва на валторне, затем на контрабасе), в 1885—1888 гг. в военном оркестре.
В 1893 г. в связи с Тирольской земельной выставкой собрал и возглавил оркестр (первоначально из 27 музыкантов), который в конце того же года был учреждён как Инсбрукский городской оркестр. Руководил коллективом до 1899 г. Затем работал в Граце и в Бадене, в 1903—1905 гг. возглавлял Карлсбадский симфонический оркестр. С 1905 г. ассистент Фердинанда Лёве в Венском симфоническом оркестре. В летние месяцы в 1906—1918 гг. дирижировал курортным оркестром в Бад-Киссингене. В 1913 г., по некоторым источникам, репетировал с оркестром концерт композиторов Новой венской школы (дирижировавший в итоге Арнольд Шёнберг вернулся в Вену незадолго до концерта), состоявшийся 31 марта и закончившийся скандалом и дракой. Далее до 1932 г. занимал ряд административных должностей в области организации музыкальной жизни. Был хорошо знаком с Генрихом Шенкером, записи в дневнике которого о качестве дирижёрских усилий Шпёрра носят уничижительный характер.
Автор оперы «Фихтский аббат» (нем. Der Abt von Fiecht; 1917), симфонических произведений, маршей, вальсов и другой лёгкой музыки, песен (в том числе на стихи из сборника «Волшебный рог мальчика»), оркестровых переложений (в частности, мелких фортепианных пьес П. И. Чайковского).
Имя Шпёрра носит улица (нем. Prof.-Martin-Spörr-Straße) в Инсбруке.